# Kirche Karlshagen

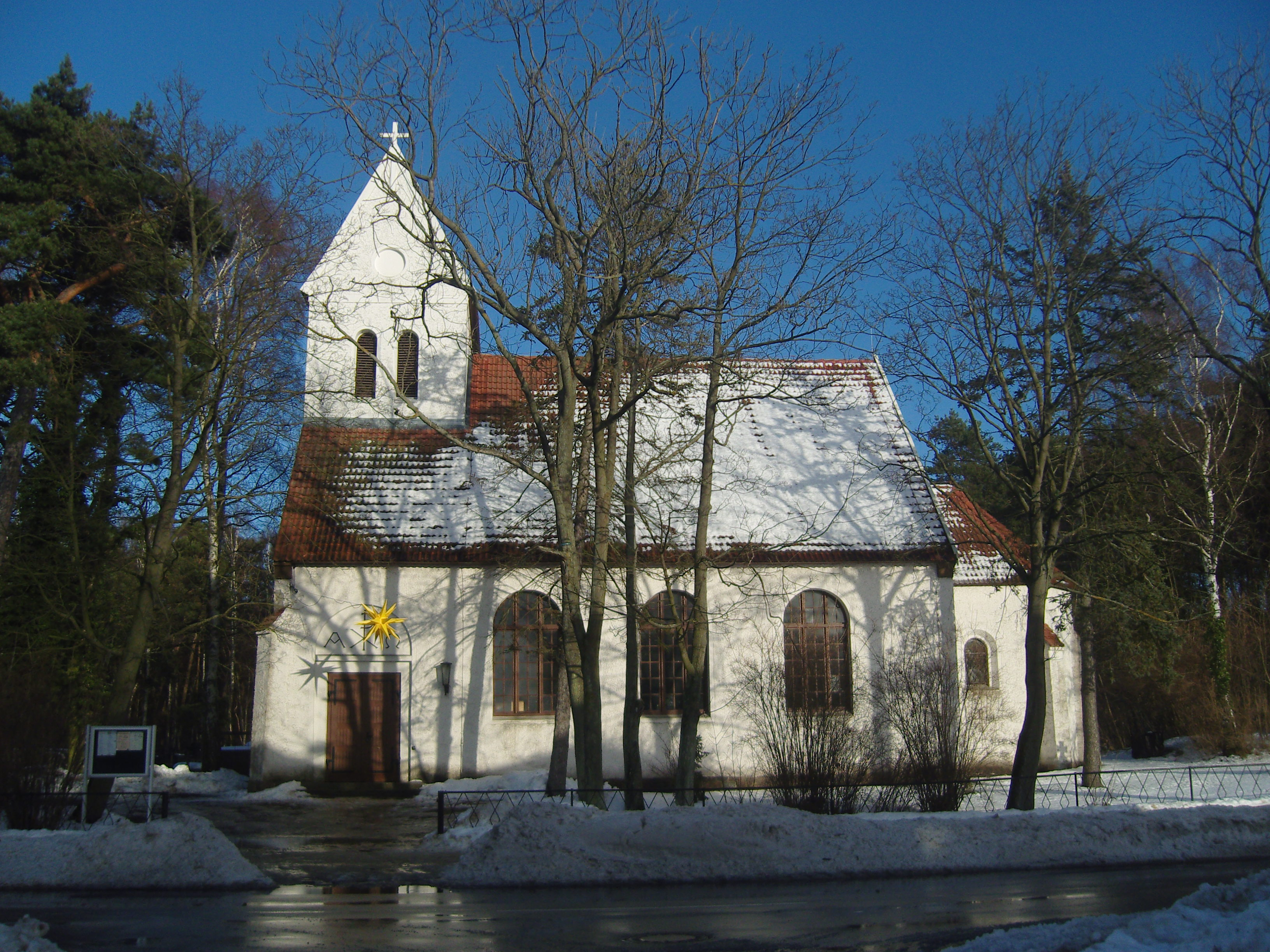
Kirche Karlshagen

Die Kirche Karlshagen ist ein Kirchengebäude in Karlshagen auf der Insel Usedom im Landkreis Vorpommern-Greifswald in Mecklenburg-Vorpommern.

## Geschichte
Unweit von Peenemünde liegt die Ortschaft Karlshagen, eine relativ junge Siedlung, die erst im 19. Jahrhundert vom preußischen Staat angelegt wurde. 1829 hatte man mit der Besiedlung des Gebietes begonnen. Die erste Erwähnung von Karlshagen als reine Fischerkolonie ist im Jahre 1837. Anfang des 20. Jahrhunderts entwickelte sich der Ort zu einem Seebad. Mit der ständig wachsenden Zahl von Feriengästen auf der Insel Usedom kam es zur Zunahme der Bevölkerung in den nahe der Ostseeküste gelegenen Orten. Diese Entwicklung stagnierte in Karlshagen ab 1936 durch die Errichtung des Raketenwerkes in Peenemünde.

## Baugeschichte
Nach der Jahrhundertwende wurde in Karlshagen für Einheimische und Badegäste eine eigene Kirche notwendig. Karlshagen war bis dahin zur Krumminer Kirche eingepfarrt,  Die neue Kirche konnte am 2. Juni 1912 eingeweiht werden, die Festrede hielt Pastor Fischer aus Krummin. Die Kirche zu Karlshagen gehört zu den jüngsten Kirchenbauten der Insel Usedom. Unter den Pastoren, die in Karlshagen predigten, waren Lühmann, Zinzow, Fischer, Behrendt, Boettiger und Kunzendorf.
Während des Zweiten Weltkrieges wurde beim Bombenangriff auf Peenemünde in der Nacht vom 17. zum 18. August 1943 auch die Kirche getroffen. Sie brannte völlig aus, der Turm stürzte ein und die Glocke zersprang. Nach dem Krieg sammelte ab 1945 der Karlshagener Pastor Adolf Spreemann bei volkskommissarischen Abenden Geld für die Kirche, der bescheidene Wiederaufbau erfolgte dann 1953. Der alte Turm wurde nicht wieder errichtet, die Anordnung der Fenster im Langhaus aber verändert und die Orgelempore vermauert. Sie bildet heute einen Gemeinschaftsraum im Turm, welcher bei dem Wiederaufbau in neuer Gestalt errichtet worden ist. Nach einer grundlegenden Sanierung 1991 als Saalkirche ausgebildet, kann diese heute vielfältig genutzt werden. 2009 erhielt die Kirche ein Nagelkreuz des Internationalen Zentrums für Versöhnung in Coventry.

## Baubeschreibung

### Das Äußere
Die Karlshager Kirche als reiner Putzbau besteht aus einem Langhaus mit westlichem Turm und abgesetztem Chor im Osten. Der Turm und das Langhaus sind mit hellem Glattputz und Satteldächern versehen. Beide Langhausseiten sind durch drei große Rundbogenfenster gegliedert, der Chor ist mit angesetzten Strebepfeilern und kleinen Rundbogenfenstern versehen. Der Turm mit zwei schmalen Rundbogenfenstern ragt auf der Nord- und Südseite aus dem Satteldach heraus. Mit seiner Hauptansichtsseite im Süden wirkt er eher gedrungen, doch erhebt er sich mit seiner kleinen Giebelfront über dem Portal und markiert den Zugang zur Kirche.

### Das Innere
Dass Langhaus ist ein breitgelagerter Saal mit einer flachen Holzbalkendecke. Durch die großen Fenster erhält der Raum viel Licht und die glatt geputzten mit einem hellen Farbton gestrichenen Innenwände lassen ihn größer wirken. Hinter einem Rundbogen an der Ostwand befindet sich der stark eingezogene Chor. Die nüchterne Gestaltung des Innenraumes wird durch Zierelemente und das Gesimsband unterhalb der Fenstersohlbänke im Langhaus und durch die farbliche Betonung des Chorbogens streng gegliedert.
Der Nüchternheit entsprechend sind die Ausstattungsstücke auf das Wesentliche reduziert. Altar, Taufständer und Kanzel sind schlicht und einfach gehalten und werden als Gebrauchsgegenstände für den Gottesdienst aufgefasst. Der Parkettfußboden und die Polsterstühle lassen eine vielfältige Nutzung des Raumes zu. Im hinteren Teil der Kirche nimmt das Siegel der Kirchgemeinde, ein Segelschiff, Bezug auf die Gründung des Ortes als ehemalige Fischerkolonie.

## Gemeinde
Karlshagen gehört zur Kirchgemeinde Krummin-Karlshagen-Zinnowitz in der Propstei Pasewalk im Pommerschen Evangelische Kirchenkreis der Evangelisch-Lutherischen Kirche in Norddeutschland. Sie gehörte bis 2012 noch zum Kirchenkreis Greifswald der Pommerschen Evangelischen Kirche.